# Edmond Henri Becker
Pour les articles homonymes, voir Becker.
Edmond Henri Becker né le 20 juillet 1871 à Paris et mort le 2 novembre 1971 à Nogent-sur-Marne est un sculpteur, médailleur, orfèvre et joaillier français.

## Biographie
Né de parents d'origine alsacienne, Edmond Henri Becker est élève de Charles Valton (1851-1918). Il se marie en 1897 au Mesnil-Conteville puis installe son atelier à Paris, rue du Petit-Musc, et réside rue Beautreillis.
Membre de la Société des artistes français, il expose au Salon de cette société à partir de 1892. Il y obtient une médaille de première classe en 1911. Surtout représentatif du mouvement de l'Art nouveau, son style se tourne ensuite vers l'Art déco.
Grand fournisseur d'objets de piété, il a créé une multitude de médailles religieuses. Il réalise également les motifs de plusieurs timbres français parus en 1924-1925, commémorant notamment les Jeux olympiques d'été de 1924.
Il prend sa retraite peu de temps après la Seconde Guerre mondiale et s'installe au Mesnil-Conteville, où son épouse décède en 1951. Par la suite, il se retire à la maison de retraite des artistes de Nogent-sur-Marne, où il décède le 2 novembre 1971. Il est inhumé au cimetière communal des Lilas.

## Œuvres
- États-Unis
  - New Haven, Yale University Art Gallery : Saint Élie protégez nous, vers 1945, médaille en métal blanc[4].
  - Richmond, musée des Beaux-Arts de Virginie : Napoléon Ier, médaille en argent[5].

- France
  - Boureuilles : Monument aux morts, 1922, buste de poilu en pierre[6].
  - Paris, musée d'Orsay :
    - Chant sacré, Chant profane, 1898, agrafe de ceinture double composée de deux parties en argent fondu et ciselé[7] ;
    - Alléluïa, vers 1906, médaillon uniface en bronze[8] ;
    - Sarah Bernhardt, plaquette uniface en bronze[9].

- Royaume-Uni
  - Londres, British Museum :
    - Chant sacré, Chant profane, 1898, agrafe de ceinture double composée de deux parties en argent fondu et ciselé[10] ;
    - Broche, vers 1900, broche moulée et ciselée en or avec un crochet de montre au revers, représentant les têtes d'Amour et Psyché[11] ;

- Localisation inconnue
  - Saint Vincent de Paul (1576-1660), médaille[réf. nécessaire].